# Alien Convergence
Pour plus de détails, voir Fiche technique et Distribution.
Alien Convergence est un film d'action, d'horreur et de science-fiction américain de 2017, écrit par Marcel Gottlieb et réalisé par Rob Pallatina. Il met en vedettes Stephen Brown et Britt George. Il a été produit par The Asylum. C’est un mockbuster de Alien: Covenant.

## Synopsis
Les États-Unis sont frappés par trois grosses météorites, qui provoquent la défaillance de toute l’alimentation électrique et du réseau de téléphonie mobile. Un peu plus tard, les corps célestes s’avèrent être le moyen de transport d’une forme de vie extraterrestre ailée et cracheuse de feu. Bientôt, ils attaquent la population. Un peu plus tard, ils sont baptisés Stargoyles.
L’armée de l'air des États-Unis envoie une unité de forces spéciales dirigée par Emma Harper. Elle commande une unité d’avions de chasse que ses compagnons handicapés contrôlent via des impulsions neurologiques. Son propre père, Benjamin Robbins, était autrefois un pilote célèbre, mais maintenant il est cloué sur un fauteuil roulant. Il est d’abord contre le projet, mais il rejoint ensuite l’équipe. Lors de sa première mission de combat, il découvre que les trois monstres ont fusionné en un seul individu. En même temps, ils apprennent que les monstres sont sensibles au froid. 
Dans une autre mission de combat, le talentueux pilote Ishiro Tsubaraya est tué, mais il permet à ses camarades d’attaquer avec succès le monstre avec un engin explosif à l’azote liquide. Lorsque la créature extraterrestre est frappée à la tête, elle tombe morte du ciel.

## Distribution
- Stephen Brown : Benjamin Robbins
- Britt George : Général Wesley Augursin[1]
- Caroline Ivari : Emma Harper
- Cedric Jonathan : Ishiro Tsubaraya
- Michael Marcel : Freddie
- Mishone Feigin : Bruce
- Ana Zimhart : Sandrine
- Dennis Renard : Doran
- Brandon George : Préposé à la station-service
- Mike Duff : Garde de sécurité
- Kevin Duffin : Garde
- Natalia Herrera : Astrophysicienne de la NASA
- Sarah Bartholomew : Aviateur #1
- Jude Williams : Enfant[3],[4].

## Production

### Tournage
Les scènes en studio ont été tournées à Glendale, en Californie. Les images de la base militaire ont été prises à l’aéroport Whiteman de Pacoima, un quartier de Los Angeles. Le lieu de tournage était Koch’s Movie Ranch à Acton.

## Sortie
Le film est sorti le 27 juin 2017 en location vidéo aux États-Unis, moins d’un mois après la sortie en salles de Alien: Covenant. La distribution vidéo a commencé en Allemagne le 10 novembre 2017.

## Accueil

### Réception critique
Filmdienst décrit un « Film de science-fiction fade, du genre le moins cher, qui veut éviter la présentation des monstres, misérablement escamotés, avec des scènes de dialogue difficiles. Un de ces films produits à la douzaine, d’un manque d’imagination surprenant. »
Cinema résume : « Ça marche : mal de tête garanti ! » Cinema décrit le film comme une copie bon marché de Alien: Covenant. En fait, le film peut être classé comme son mockbuster. Enfin, Cinema parle de la déception habituelle devant les films de The Asylum
Dread Central (en) est plus critique, écrivant : « Alien Convergence dure environ 86 minutes, et je pense qu’il n’y a que deux minutes d’action de monstre extraterrestre, plus ou moins. Peut-être un peu plus si vous comptez la scène du monstre endormi. Les scènes de destruction durent quelques microsecondes. Les combats aériens avec les monstres sont pratiquement terminés avant même d’avoir commencé.
J’hésite même à appeler cette sortie de The Asylum un mockbuster. Le titre est clairement un jeu de mots sur Alien: Covenant, mais les films n’ont rien en commun, sauf d’impliquer des monstres extraterrestres (...) Au cas où vous vous poseriez la question, la « convergence » dans le titre est expliquée lorsque ces trois monstres extraterrestres, qui ne sont presque jamais montrés à l’écran, convergent finalement en un monstre unique. Est-ce que cela l’a rendu plus grand ? Plus puissant ? Pour être honnête, il m’a semblé qu’ils l’avaient fait pour économiser davantage sur les effets spéciaux pendant la bataille finale.
Le film obtient un score d’audience de 13% sur Rotten Tomatoes